# Die Another Day (pjesma)
"Die Another Day" je singl američke pjevačice Madonne za film Umri drugi dan iz serijala o Jamesu Bondu. Singl je izdan na kraju 2002., čime je obilježio Madonninu 20-godišnju karijeru. Pjesma je uvrštena i na Madonnin album American Life, te na kompilaciju najvećih hitova Celebration.

## O pjesmi
Pjesmu su napisali Madonna i Mirawis Ahmadzai. Singl je proveo 11 tjedana na broju 1 Billboardove Singles Sales ljestvice i postao najuspješniji njezin singl na toj ljestvici. Ujedno pjesma je postala najuspješnija Bondova pjesma još od 1980. Kritika je bila razjedinjena u mišljenju, a to je rezultiralo i nominacijama za Zlatni Globus za "najbolju pjesmu", ali i za Zlatnu malinu za "najgoru pjesmu". .
Na britanskoj televizijskoj postaji Channel 4, gledatelji su izglasali da je pjesma 9. nabolja Bondova tema.
Jedna zanimljivost je da je ovaj film 40. godišnjica James Bonda, a ovaj Madonnin singl 20. godišnjica Madonnine karijere. Prije 20 godina u ovo vrijeme, listopadu 1882. je izdala svoj prvi singl "Everybody".
Pjesma se našla na 1. mjestu ljestvica u 12 država, s time da se na svjetskoj ljestvici na najvišoj poziciji zadržala 8 tjedana. Pjesma je napravila i novi Madonnin rekord na US Hot 100 Single Sales što je na 1. mjestu provela 11 tjedana.
Madonna je izvela pjesmu na Re-Invention World Tour 2004., a kao interludij ju je koristila na Sticky & Sweet Tour 2008.

## Popis formata i pjesama
UK 2 x 12" promo vinyl (SAM 00721)
US 2 x 12" promo vinyl (PRO-A-101005)
- A  "Die Another Day" (Dirty Vegas Main Mix) - 10:08
- B1 "Die Another Day" (Thee RetroLectro Mix) - 6:59
- B2 "Die Another Day" (Deepsky Remix) - 7:27
- C  "Die Another Day" (Thunderpuss Club Mix)  - 9:25
- D  "Die Another Day" (Thee Die Another Dub) - 8:26

UK 2 x 12" vinyl (W 0595 T)
US 2 x 12" vinyl (42492-0)
EU 12" vinyl (9362 42492-0)
- A  "Die Another Day" (Dirty Vegas Main Mix) - 10:08
- B  "Die Another Day" (Thunderpuss Club Mix)  - 9:25
- C1 "Die Another Day" (Thee RetroLectro Mix) - 6:59
- C2 "Die Another Day" (Deepsky Remix) - 7:27
- D  "Die Another Day" (Dirty Vegas Dub) - 9:10

US 7" vinyl (7-16684)
- A "Die Another Day" (Radio Edit) - 3:27
- B "Die Another Day" (Album Version) - 4:38

US CD singl (5439-16681-2)
1. "Die Another Day" (Radio Edit) - 3:27
2. "Die Another Day" (Dirty Vegas Main Mix) - 10:08

EU CD singl (9362 42494-2)
1. "Die Another Day" (Radio Edit) - 3:27
2. "Die Another Day" (Thunderpuss Club Mix)  - 9:25
3. "Die Another Day" (Thee RetroLectro Mix) - 6:59

US Maxi-CD (42492-2)
Japanski CD singl (WPCR-11398)
EU Maxi-CD (9362 42492-2)
AU CD single 1 (9362-42492-2)
1. "Die Another Day" (Radio Edit) - 3:27
2. "Die Another Day" (Dirty Vegas Main Mix) - 10:08
3. "Die Another Day" (Thee RetroLectro Mix) - 6:59
4. "Die Another Day" (Thunderpuss Club Mix)  - 9:25
5. "Die Another Day" (Deepsky Remix) - 7:27
6. "Die Another Day" (Brother Brown's Bond-Age Club) - 7:51

Njemački CD singl (9362 42495-2)
Australski CD singl 2 (9362-42495-2)
1. "Die Another Day" (Radio Edit) - 3:27
2. "Die Another Day" (Dirty Vegas Main Mix) - 10:08
3. "Die Another Day" (Deep Sky Edit) - 4:06

## Službene verzije
- Album Version (4:38)
- Radio Edit (3:30)
- Dirty Vegas Main Mix (10:10)
- Dirty Vegas Main Dub (9:10)
- Dirty Vegas Radio Edit (4:24) (Promo Only)
- Thunderpuss Club Mix (9:26)
- Thunderpuss Dub (8:00)
- Felix da Housecat/Thee RetroLectro Mix (7:00)
- Felix da Housecat/Thee RetroLectro Radio Edit (3:41) (Promo Only)
- Felix da Housecat/Thee Die Another Dub (8:33) (Promo Only)
- Brother Brown Bond-Age Club (7:51)
- Brother Brown Bond-Age Dub (7:19) (Promo Only)
- Brother Brown Bond-Age Radio Edit (3:36) (Promo Only)
- Deepsky Mix (7:29)
- Deepsky Dub (7:35) (Promo Only)
- Deepsky Radio Edit (4:12)
- Victor Calderone & Quayle Afterlife Mix (8:52)
- Calderone & Quayle Afterlife Dub (10:08) (Promo Only)
- Richard Vission Electrofried Mix (6:02)
- Richard "Humpty" Vission Electrofried Radio Edit (3:36)

## Na ljestvicama
| Ljestvica (2002)                         | Pozicija |
| ---------------------------------------- | -------- |
| Australija                               | 5        |
| Austrija                                 | 2        |
| Belgija - Flandrija                      | 7        |
| Belgija - Valonija                       | 9        |
| Danska                                   | 2        |
| Europa                                   | 3        |
| Finska                                   | 4        |
| Francuska                                | 15       |
| Grčka                                    | 2        |
| Hrvatska                                 | 1        |
| Irska                                    | 9        |
| Italija                                  | 1        |
| Izrael                                   | 1        |
| Japan                                    | 1        |
| Kanada                                   | 1        |
| Mađarska                                 | 2        |
| Meksiko                                  | 6        |
| Nizozemska                               | 4        |
| Norveška                                 | 5        |
| Novi Zeland                              | 22       |
| Njemačka                                 | 4        |
| Portugal                                 | 1        |
| Južna Afrika                             | 2        |
| Španjolska                               | 1        |
| Švedska                                  | 4        |
| Švicarska                                | 4        |
| Ujedinjeno Kraljevstvo                   | 3        |
| U.S. Billboard Hot 100                   | 8        |
| U.S. Hot 100 Single Sales                | 1        |
| U.S. ARC Weekly Top 40                   | 1        |
| U.S. Billboard Adult Top 40              | 23       |
| U.S. Billboard Hot Dance Music/Club Play | 1        |
| U.S. Billboard Hot Dance Singles Sales   | 1        |
| U.S. Billboard Top 40 Mainstream         | 4        |
| U.S. Billboard Top 40 Tracks             | 8        |
| Svjetska ljestvica                       | 1        |

| Država     | Certifikacija |
| ---------- | ------------- |
| Australija | Zlatna        |
| Belgija    | Zlatna        |
| Kanada     | 2x Platinasta |